# 1992 у Миколаєві
| Роки в Миколаєві ← • 1901 • 1902 • 1903 • 1904 • 1905 • 1906 • 1907 • 1908 • 1909 • 1910 • 1911 • 1912 • 1913 • 1914 • 1915 • 1916 • 1917 • 1918 • 1919 • 1920 • 1921 • 1922 • 1923 • 1924 • 1925 • 1926 • 1927 • 1928 • 1929 • 1930 • 1931 • 1932 • 1933 • 1934 • 1935 • 1936 • 1937 • 1938 • 1939 • 1940 • 1941 • 1942 • 1943 • 1944 • 1945 • 1946 • 1947 • 1948 • 1949 • 1950 • 1951 • 1952 • 1953 • 1954 • 1955 • 1956 • 1957 • 1958 • 1959 • 1960 • 1961 • 1962 • 1963 • 1964 • 1965 • 1966 • 1967 • 1968 • 1969 • 1970 • 1971 • 1972 • 1973 • 1974 • 1975 • 1976 • 1977 • 1978 • 1979 • 1980 • 1981 • 1982 • 1983 • 1984 • 1985 • 1986 • 1987 • 1988 • 1989 • 1990 • 1991 • 1992 • 1993 • 1994 • 1995 • 1996 • 1997 • 1998 • 1999 • 2000 • → |

1992 у Миколаєві — список важливих подій, що відбулись у 1992 році в Миколаєві. Також подано перелік відомих осіб, пов'язаних з містом, що народились або померли цього року, отримали почесні звання від міста.

## Події
- Кафедральний собор Касперівської ікони Божої матері, зведений у 1908 році, повернутий релігійній громаді та став храмом створеної у цьому ж році Миколаївсько-Херсонської єпархії Української православної церкви Київського патріархату.
- Міщани німецького походження відтворили лютеранську громаду міста. Лютеранську церкву Христа Спасителя повернуто лютеранській громаді Миколаєва.
- 20 червня рішенням синоду Української православної церкви Московського патріархату відновлена Миколаївська та Вознесенська єпархія як самостійна, її було виділено з Кіровоградської.
- Собор Різдва Богородиці, побудований в 1800 році, було передано релігійній громаді Українській православній церкві Московського патріархату.
- 4 серпня у будівлі молельного будинку по вулиці Шнеєрсона, 15 відкрилася Миколаївська синагога.
- Центральний міський стадіон, що був відкритий 26 вересня 1965 року під назвою «Суднобудівник», було перейменовано за назвою головного спонсора — швейної фабрики «Евіс».
- Миколаївський аеропорт пройшов міжнародну сертифікацію, що дозволило приймати й обслуговувати літаки з-за кордону.
- 150-й гвардійський окружний навчальний центр — військове з'єднання у складі Радянської армії, яке дислокувалося в Миколаєві, увійшов до складу Збройних сил України як 150-й навчальний центр для молодших спеціалістів. На колишніх його фондах було сформовано 145-й окремий ремонтно-відновлювальний полк.
- 40-ва окрема десантно-штурмова бригада, яка дислокувалася в Миколаєві, перейшла під юрисдикцію України, і увійшла до складу Збройних сил України з назвою 40-ва окрема аеромобільна бригада. У 2007 році перетворена на 79-ту окрему десантно-штурмову бригаду.
- На базі філії Одеського сільськогосподарського інституту, організованої у 1984 році було утворено Миколаївський державний аграрний університет, що 21 вересня 2012 року отримав статус національного.

### Пам'ятки
- На місці колишнього палацу Аркасів у місті, біля Палацу творчості учнів по вулиці Адміральській, 31 встановлено пам'ятний знак — мідну стелу з барельєфом Миколи Аркаса[1].

## Особи

### Очільники
- Міський голова Миколаєва — Юрій Сандюк.

### Почесні громадяни
- У 1992 році звання Почесного громадянина Миколаєва не присвоювалось.

### Народились
- Куделя Світлана Віталіївна (нар. 22 січня 1992, Миколаїв) — українська легкоатлетка, майстер спорту України міжнародного класу. Бронзова призерка Літніх Паралімпійських ігор 2012 року.
- Шеремет Катерина Геннадіївна (нар. 1 травня 1992, Федорівка, Березанський район) — українська спортсменка, академічна веслувальниця, бронзова призерка літньої Універсіади у Казані, майстер спорту України міжнародного класу. Випускниця Миколаївського спортивного училища та Національного університету кораблебудування ім. адмірала Макарова.
- Калиновський Олександр Геннадійович (26 травня 1992, Миколаїв — 29 жовтня 2014, Петрівське) — старший солдат 72-ї окремої механізованої бригади Збройних сил України, загинув в ході російсько-української війни.
- Сивук Віталій Олегович (1 січня 1992, Миколаїв) — український шахіст, гросмейстер (2014).
- Пєтухов Дмитро Юрійович (15 вересня 1992, Миколаїв — 20 січня 2015, Донецький аеропорт) — старший солдат Збройних Сил України, учасник російсько-української війни. Один із «кіборгів».
- Садурська Катерина Сергіївна (нар. 19 липня 1992, Миколаїв, Україна) — українська спортсменка, що виступає в синхронному плаванні. Триразова бронзова призерка чемпіонатів світу з водних видів спорту (2013). Дворазова чемпіонка та багаторазова призерка чемпіонатів Європи з водних видів спорту. Учасниця літніх Олімпійських ігор 2016 року.
- Трохимчук Євген Олександрович (нар. 24 листопада 1992, Українка, Вітовський район, Миколаївська область — пом. 4 вересня 2014, Краматорськ) — лейтенант (посмертно) Збройних сил України, учасник російсько-української війни. Випускник МНУ імені В. О. Сухомлинського. Служив у Жовтневому райвійськкоматі.
- Берко Віктор Юрійович (нар. 21 вересня 1992, Вознесенськ, Україна) — український футболіст, нападник. Провів 217 матчів за МФК «Микола́їв» (забив 39 голів) та 6 матчів за «Миколаїв-2» (забив 3 голи).
- Батюшин Юрій Валентинович (нар. 7 грудня 1992, Алчевськ, Луганська область, Україна) — український футболіст, центральний півзахисник. Провів 57 матчів за МФК «Микола́їв» (забив 9 голів).
- Сартіна Дмитро Іванович (нар. 22 лютого 1992, Ужгород, Україна) — український футболіст, захисник. Провів 68 матчів за МФК «Микола́їв» (забив 5 голів).
- Рижкова Наталія Миколаївна (нар. 31 травня 1992, Біла Церква, Україна) — українська театральна акторка. З 2015 року служить в Миколаївському академічному українському театр драми та музичної комедії[2].
- Казарінова Юлія Романівна (нар. 2 січня 1992, Миколаїв) — українська бадмінтоністка, чемпіонка України 2017 року, майстер спорту України міжнародного класу.

### Померли
- Куманченко Поліна Володимирівна (8 (21) жовтня 1910, Музиківка — 2 лютого1992, Київ) — українська акторка. Народна артистка СРСР (1960). Лауреат Державної премії України імені Т. Г. Шевченка (1971). У 1929 році закінчила студію при Миколаївському російському драматичному театрі. Протягом 1929–1931 років працювала в Миколаївському робітничо-селянському пересувному театрі.
- Ященко Федір Єлисейович (1925, місто Четатя-Албе Румунського королівства, тепер місто Білгород-Дністровський Одеської області — 1992, Миколаїв) — український радянський діяч, 1-й секретар Миколаївського міськкому КПУ, генеральний директор Миколаївського машинобудівного заводу (виробничого об'єднання «Зоря») Миколаївської області. Депутат Верховної Ради УРСР 10-го скликання.
- Юкляєвських Іван Іванович (нар. 13 жовтня 1923, Іваніщевське — пом. — 1992) — український майстер декоративно-ужиткового мистецтва; член Спілки художників України. Жив у Миколаєві в будинку на проспекті Леніна № 96.